# Galați (stad)
Galați ([ɡaˈlat͡sʲ]ⓘ) is een stad in het oosten van Roemenië met zo´n 211.000 inwoners (telling 2011). De stad ligt in het landsdeel Moldavië op de linkeroever van de Donau, tussen de mondingen van de Siret en de Proet. 

## Geschiedenis
De eerste vermelding van Galați dateert uit 1445. Tijdens de Oostenrijks-Turkse Oorlog werd de stad op 1 mei 1789 ingenomen door het Oostenrijkse leger en platgebrand. Van de 6.000 verdedigende Ottomaanse militairen verloren er 4.000 het leven. De handelsstad kreeg in 1834 een belangrijke impuls toen zij een vrijhaven werd, wat ze tot 1883 zou blijven. De even stroomopwaarts gelegen Walachijse concurrent Brăila kreeg in 1836 overigens dezelfde status en beide steden beleefden in de negentiende eeuw hun bloeitijd. Galați was de zetel van de Europese Donaucommissie (1856-1938), de voorloper van de huidige Donaucommissie.

## Economie
Het is de grootste havenstad aan de Donau: zeeschepen kunnen Galaţi langs de naburige Donaudelta bereiken. De stad heeft een koopvaardij- en een marinehaven, de grootste en oudste scheepswerf van Roemenië en daarnaast veel zware industrie (ijzer en staal). Galaţi was een zwaartepunt van de naoorlogse industrialisatie van Roemenië onder Gheorghe Gheorghiu-Dej en zijn opvolgers. Galați is een universiteitsstad (sinds 1974) en is de hoofdstad van het district Galați.
In 1999 nam Damen Shipyards Group een aandelenbelang van 51% in de Roemeense werf, Santierul Naval Galati. De werf telde toen 5000 werknemers. De scheepswerf bouwt onder meer casco's voor de werf van Damen in Nederland. In 2009 nam Damen de resterende aandelen over. Met zo'n 2200 werknemers in 2015 is het de grootste werf die het Nederlandse bedrijf heeft. In de havenstad is een cluster van Nederlandse bedrijven gevestigd die profiteren van de lage productiekosten in het land.

## Sport
Oțelul Galați is de belangrijkste voetbalclub van Galați. In 2011 werd Oțelul Galați landskampioen van Roemenië. Daardoor plaatste het zich voor het hoofdtoernooi van de Champions League in het seizoen 2011/2012. In 2016 degradeerde de club uit de Liga 1 en werd vervolgens ontbonden. Daarna werd snel ASC Oțelul Galați gesticht als opvolger.

## Geboren in Galaţi
- Gheorghe Leonida (1892/3-1942), beeldhouwer
- Daniel Spoerri (1930-2024), kunstenaar, regisseur en beeldhouwer
- Radu Lupu (1945-2022), pianist
- Silvia Adriana Ţicău (1970), politica
- Delia Grigore (1972), schrijfster en activist
- Viorica Susanu (1975), roeister
- Sorin Ghionea (1979), voetballer
- Alexandru Bourceanu (1985), voetballer